# Helshoven
Helshoven is een gehucht van Hoepertingen, een deelgemeente van de Belgische gemeente Borgloon.
Het gehucht bevindt zich in het zuidwesten van de gemeente Borgloon nabij de gemeentegrens met Heers en Sint-Truiden. Helshoven is gelegen aan de kruising van de weg die Hoepertingen met Groot-Gelmen verbindt en de heirbaan Tongeren-Bonen. Tot de aanleg van de huidige N79 was deze heirbaan een belangrijke oost-westverbinding.

## Geschiedenis
In Helshoven werden bij opgravingen restanten gevonden van een Romeinse villa. Bij verdere opgravingen rond het gehucht werd een genivelleerde tumulus uit de tweede eeuw opgegraven.
In 1254 werd nabij de heirbaan een bidkapel opgericht door de Johannieters. Tegenover de kapel bevond zich een gasthuis voor rondtrekkende pelgrims dat in 1317 werd overgenomen door een commandeur van de Duitse Orde. Tijdens de Tachtigjarige Oorlog wordt de kapel door een brand verwoest. Het huidige gebouw dateert uit 1661. 
De kluis die zich bevond bij de Kapel van Helshoven werd in 1925 afgebroken.

## Natuur en landschap
Helshoven is gelegen in een vallei aan de bovenloop van de Herk, een zijrivier van de Demer. Het valleigebied is deels open, deels halfopen en bestaat uit natte weilanden, rietlanden en ruigten. In dit gebied, iets ten noorden van Helshoven, bevindt zich de Engelingenmolen, een voormalige watermolen.
Het omliggende landschap wordt gekenmerkt door een glooiend reliëf en de vruchtbare gronden zijn uitermate geschikt voor fruitteelt. De hoogte in dit gebied varieert tussen de 57 en 92 meter.

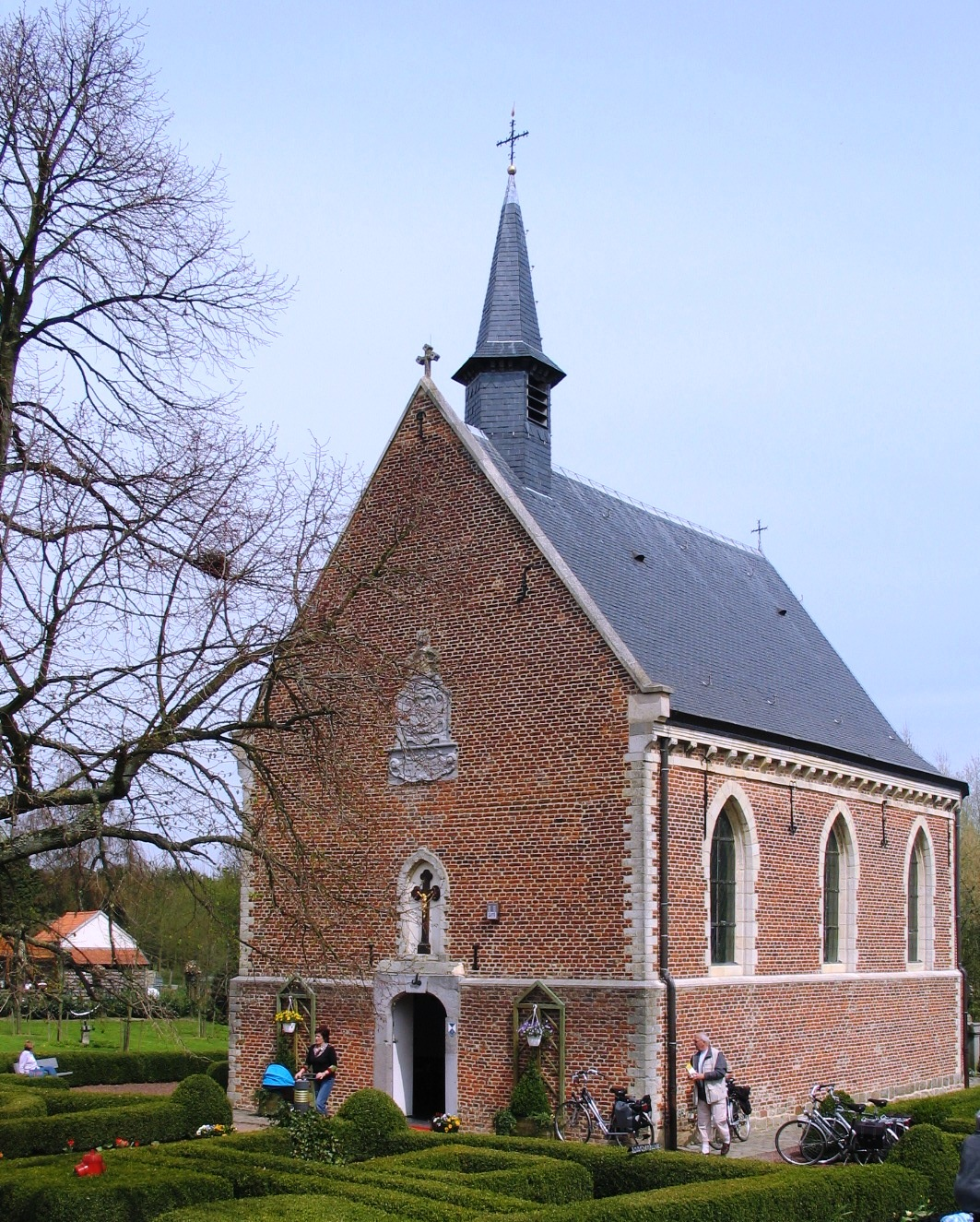
Kapel van Helshoven
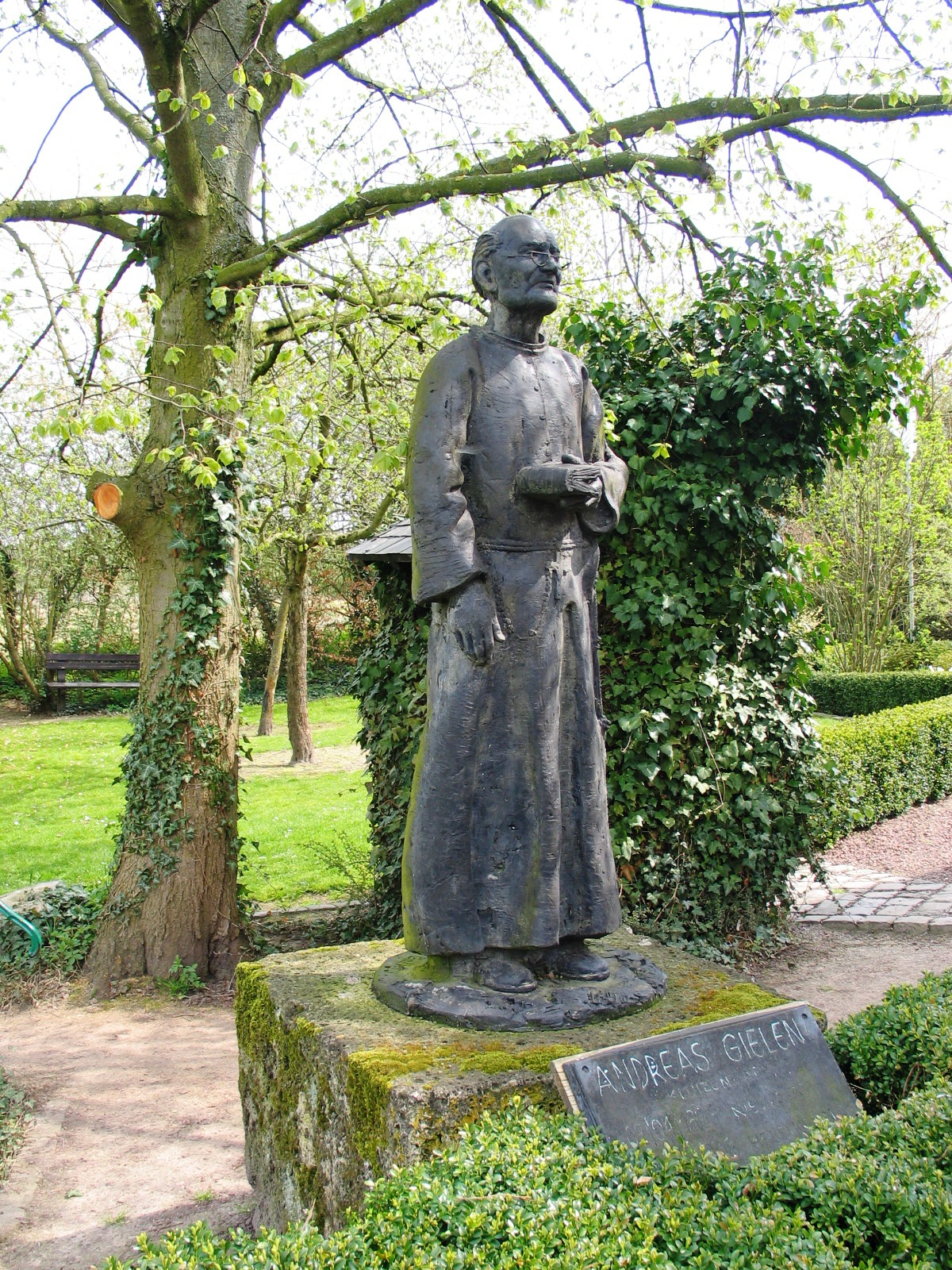
A. Gielen, de laatste kluizenaar
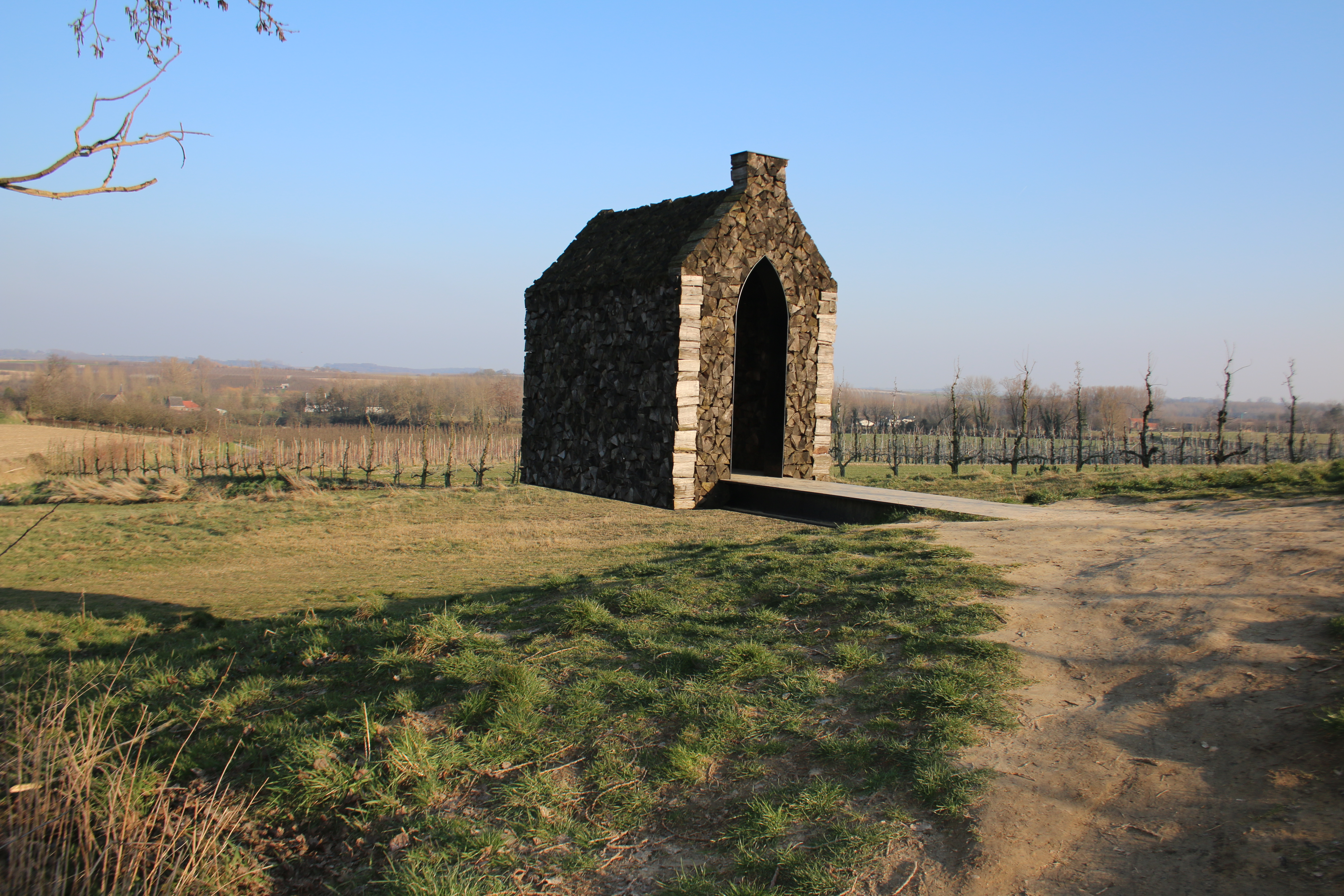
Helsheaven

## Nabijgelegen kernen
Hoepertingen, Rijkel, Brustem, Groot-Gelmen, Mettekoven